# Isa Silveira Leal
Isa Silveira Leal, ou simplesmente Isa Leal, (Santos, 20 de fevereiro de 1910 - São Paulo, 5 de abril de 1988) foi uma escritora, jornalista e novelista (de rádio e televisão) brasileira.  Isa Leal era filha do casal de escritores Valdomiro Silveira e Maria Isabel Silveira, ele autor de Os Caboclos, Nas Serras e nas Furnas e Mixuangos e ela autora de Isabel Quis Valdomiro. 
Foi casada com o médico e escritor Alberto Leal.
Isa Leal começou sua carreira como tradutora de livros e textos e em 1948 começou a trabalhar na Rádio Difusora, como produtora. Escreveu seu primeiro romance em 1956, com o título de A Rainha do Rádio publicado na Coleção Rosa nº , 60. Como a Rádio Difusora fazia parte da rede da Emissoras Associadas, em pouco tempo passou a criar novelas para a televisão. Dentre essas somente se tem notícia de um seriado, Histórias do Coração, levada ao ar no programa “De Braços Abertos” de Sarita Campos, no Rio de Janeiro  

Foi vencedora do Prêmio Jabuti em três oportunidades; com os livros: O Menino de Palmares, O Único Amor de Ana Maria e Glorinha. O livro O Pescador Vai ao Mar recebeu da Associação Paulista de Críticos de Arte o título de melhor livro de poesias da categoria em 1987.

## Obras de Isa Silveira Leal
| nº | Título                        | Coleção / série                    | Editora     | Ano    |
| -- | ----------------------------- | ---------------------------------- | ----------- | ------ |
| 01 | A Rainha do Rádio             | Coleção Rosa nº 60                 | Saraiva     | (1955) |
| 02 | O Único Amor de Ana Maria     |                                    | Edameris    | (1969) |
| 03 | O Menino de Palmares (b)      | Jovens do mundo todo               | Brasiliense | (1971) |
| 04 | Glorinha Radioamadora         | Coleção Jovens do Mundo Todo # ??  | Brasiliense | (1971) |
| 05 | A guerra dos teimosos (b)     | Jovens do mundo todo               | Brasiliense | (1974) |
| 06 | Sem cachimbo nem boné         | Jovens do mundo todo               | Brasiliense | (1977) |
| 07 | O barco e a estrela           | Jovens do mundo todo               | Brasiliense | (1979) |
| 08 | O rastro                      | Jovens do mundo todo               | Brasiliense | (1981) |
| 09 | Glorinha                      | Jovens do mundo todo               | Brasiliense | (1983) |
| 09 | Glorinha                      | Colecao Primavera nº 1             | Ibrasa      | (1983) |
| 10 | Glorinha e o Mar              | Jovens do Mundo Todo nº 22         | Brasiliense | (1984) |
| 10 | Glorinha e o Mar              | Colecao Primavera nº 4             | Ibrasa      | (1984) |
| 11 | Glorinha e a Quermesse        | Coleção Jovens do Mundo Todo nª 38 | Brasiliense | (1984) |
| 11 | Glorinha e a Quermesse        | Colecao Primavera nº 3             | Ibrasa      | (1984) |
| 12 | Amanheceu e já é ontem (a)    | Passelivre, nº 23                  | Nacional    | (1984) |
| 13 | Glorinha Bandeirante          | Jovens do Mundo Todo nº 36         | Brasiliense | (1985) |
| 13 | Glorinha Bandeirante          | Coleção Primavera nº 5             | Ibrasa      | (1985) |
| 14 | Glorinha e a Sereia           | Coleção Jovens do Mundo Todo # ??  | Brasiliense | (1986) |
| 14 | Glorinha e a Sereia           | Coleção Primavera nº 12            | Ibrasa      | (1986) |
| 15 | Adriana, repórter             |                                    | Nacional    | (1986) |
| 16 | O livro O Pescador Vai ao Mar | Recursos pedagógicos               | Paulinas    | (1987) |
| 17 | Um lobo tão bobo!             | Coleção Arco-íris                  | Paulinas    | (1987) |
| 18 | Elas liam romances policiais  | Jovens do mundo todo               | Brasiliense | (1987) |
| 19 | Mistério na morada do sol     | Veredas                            | Moderna     | (1990) |

(a) em coautoria com Helena Silveira 

(b) em coautoria com Alberto Leal
Também foi jornalista e tradutora. Trabalhou por mais de 20 anos na Folha de S. Paulo e traduziu textos de William Shakespeare, Pearl S. Buck e André Gide entre outros.

## Traduções de Isa Silveira Leal:
| nº | Título em Português                                  | Título original                             | Autor(a)                              | Coleção                              | Ano  |
| -- | ---------------------------------------------------- | ------------------------------------------- | ------------------------------------- | ------------------------------------ | ---- |
| 01 | Refúgio tranquilo                                    | Peony                                       | Pearl S. Buck                         | Coleção Oceano nº 25                 | 1949 |
| 01 | A tortura da dúvida                                  | Follow Your Heart                           | Natalie Shipman                       | Coleção Rosa nº 51                   | 1954 |
| 02 | Arco sem flecha                                      | Bow without arrow                           | Anne Tedlook Brooks (Cynthia Milburn) | Coleção Rosa nº 48                   | 1954 |
| 03 | Confissão de meia-noite                              | Confession de minuit                        | Georges Duhamel                       |                                      | 1946 |
| 04 | Dias e noites                                        | Days and Nights                             | Konstantin Mikhasilovich Simonov      |                                      |      |
| 05 | Fréderic Chopin, o menino da polônia, primeiros anos | Frederic Chopin son of Poland – early years | Opal Wheeler                          | (em co-tradução com Miroel Silveira) |      |
| 06 | Mantras : palavras sagradas de poder                 | Mantras: sacred words of power              | John Blofeld                          |                                      |      |
| 07 | Noites brancas e outras histórias                    | Белые ночи (em russo)                       | Dostoiévski                           |                                      |      |
| 08 | O mundo real das fadas                               | The real world of fairies                   | Dora van Gelder (Kunz)                |                                      |      |
| 09 | O talismã                                            | Le talisman                                 | Annie Pierre Hot                      | Coleção Rosa nº 66                   | 1958 |
| 10 | Os subterrâneos do Vaticano                          | Les caves du Vatican                        | Andre Gide                            |                                      |      |
| 11 | Primavera da vida                                    | Miette el la vie                            | Charlotte Nielsen (Myonne),           | Coleção Rosa nº 17                   | 1951 |
| 12 | Teu amor e as estrelas                               | Mrs. Mike                                   | Benedict Freedman e Nancy Freedman    | Coleção Oceano nº 06                 | 1947 |
| 13 | Um estudo da história                                | A study of history                          | Arnold Toynbee                        |                                      |      |

Fonte: Consulta ao sítio da Biblioteca Nacional do Brasil